# Virginia Marí Rennesson
Virginia Marí Rennesson (Gemena, Ubangi del Sur, República Democrática del Congo, 1962-Ibiza, 6 de junio de 2023) fue una política y diputada autonómica española.

## Biografía
Nació en la República Democrática del Congo en 1962. Hija de Antoni Marí Calbet, que fue presidente del Consejo Insular de Ibiza y Formentera, y de Maryse Rennesson —fallecida el 12 de junio de 2023—. El matrimonio tuvo cinco hijos.
Tras licenciarse en Periodismo por la Universidad Autónoma de Barcelona, se diplomó en Marketing. Comenzó a trabajar como encargada de prensa, marketing y relaciones públicas de una productora cinematográfica en Barcelona.
Durante varios años trabajó como inspectora de Pesca en el Gobierno Balear (1994-2000) y en el Consejo Insular de Ibiza y Formentera (2000-2011). Su salto a la política le llegó al ser elegida por el Partido Popular para poner orden en el consistorio ibicenco, en la legislatura 2011-2015 que fue especialmente agitada, al contar en poco tiempo con tres alcaldesas: Marienna Sánchez-Jáuregui, Pilar Marí Torres y finalmente la propia Virginia Marí (10 de agosto de 2014). Durante los diez meses que presidió el consistorio, lo hizo en minoría al haber pasado algunos regidores del Partido Renovador de Ibiza y Formentera (PREF), que estaban coaligados al PP, al grupo de no adscritos.
En las siguientes elecciones municipales (2015), Marí encabezó la lista del Partido Popular, que fue la más votada con más de un treinta por ciento de los votos, aunque una coalición de partidos de izquierda le arrebató la alcaldía.
Fue diputada autonómica en el Parlamento Balear en la IX legislatura, donde presidió la Comisión de Hacienda y Presupuestos y fue vicepresidenta de la Comisión de Asuntos Europeos y de Turismo. En 2023 tuvo que dejar su escaño al haber sido detectado el cáncer que acabó con su vida.
Era madre de dos hijos.  
Falleció en el Hospital de Can Misses, donde estaba ingresada tras detectarle desde hace meses un cáncer.